# Rafael Lucio
Rafael Lucio är en ort i Mexiko.   Den ligger i kommunen Rafael Lucio och delstaten Veracruz, i den sydöstra delen av landet, 220 km öster om huvudstaden Mexico City. Rafael Lucio ligger 1 827 meter över havet och antalet invånare är 3 116.
Terrängen runt Rafael Lucio är bergig, och sluttar brant österut. Runt Rafael Lucio är det ganska tätbefolkat, med 172 invånare per kvadratkilometer. Närmaste större samhälle är Xalapa, 10,4 km sydost om Rafael Lucio. Omgivningarna runt Rafael Lucio är en mosaik av jordbruksmark och naturlig växtlighet.